# Cultura da Sérvia

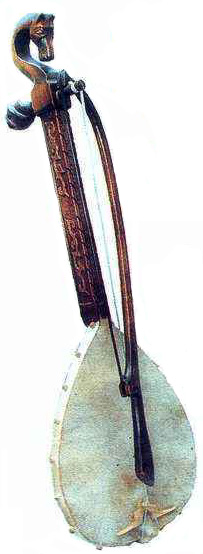
O gusle, instrumento musical nacional sérvio

A Sérvia é um dos países culturalmente mais diversificados da Europa. As fronteiras entre grandes impérios percorreram o território da Sérvia atual durante longos períodos da história: entre a metade oriental e ocidental do Império Romano; e entre o Império Otomano e o Império Austríaco (mais tarde Áustria-Hungria). Como resultado, enquanto o norte é culturalmente mais próximo da Europa Central, o sul é mais oriental. Evidentemente, ambas as regiões influenciaram-se mutuamente, pelo que a distinção entre norte e sul é de certa forma artificial.
A influência do Império Bizantino sobre a Sérvia foi talvez a mais significativa. Os Sérvios são cristãos ortodoxos, com a sua própria igreja nacional, a Igreja Ortodoxa Sérvia. Usam ambos os alfabetos, o Cirílico e o Latino, resultante da influência oriental e ocidental. Os mosteiros da Sérvia, construídos principalmente na Idade Média, são alguns dos traços mais valiosos e visíveis da Sérvia Medieval juntamente com o Império Bizantino, mas também com a Europa Ocidental, com a qual a Sérvia tinha uma forte ligação na Idade Média.

## Esportes
Os esportes mais populares entre os sérvios são o futebol, o voleibol e o basquetebol. Nos últimos anos, o polo aquático e o tênis têm-se popularizado.
Como Jugoslávia, na Copa do Mundo de futebol conseguiu ficar em em terceiro lugar em 1930, no Uruguai, além de quarto lugar em 1962, no Chile. Já na Eurocopa, conseguiu o vice-campeonato em 1960, na França, e em 1968, na Itália, além de quarto lugar em 1976, quando foi país-sede. No país, existem dois times de grande porte: o Estrela Vermelha (campeão mundial e campeão europeu em 1991) e o Partizan (vice em 1966).
Também como Jugoslávia, ganhou a medalha de ouro no voleibol masculino nos jogos olímpicos de Sydney 2000 e bronze em Atlanta-1996, além de prata no Campeonato Mundial de 1998 em Tóquio, bronze na Copa do Mundo em 2003 e bronze no Campeonato Mundial feminino de 2006 em Osaka.
Ainda como Jugoslávia, ganhou medalha de ouro no basquete masculino nos jogos olímpicos em Moscou-1980, prata na Cidade do México-1968, Montreal-1976, Seul-1988 e Atlanta-1996, e bronze em Los Angeles-1984. No feminino ganhou prata em Seul-1988 e bronze em Moscou-1980. É também o maior vencedor do Campeonato Mundial masculino, ganhando em 1970, 1978, 1990, 1998 e 2002, além de ficar em segundo em 1963, 1967 e 1974, e terceiro em 1982 e 1986. No feminino, ficou em segundo lugar em 1990. No Campeonato Europeu, venceu em 8 oportunidades (1973/1975/1977, 1989/1991, 1995/1997 e 2001).
Já no tênis, o país revelou nos últimos anos jogadores de destaque mundial:
- Monika Seleš (Monica Seles): ex-número 1 do mundo e vencedora do Aberto da Austrália em 1991, 1992, 1993 e 1996, de Roland Garros em 1990, 1991 e 1992, e do US Open em 1991 e 1992. Terminou na primeira colocação no ranking mundial em 1991, 1992 e 1995.
- Ana Ivanović: campeã em Roland Garros (2008), vice-campeã em Melbourne do Australian Open (2008) e do Roland Garros (2007) e semifinalista em Torneio de Wimbledon (2007).
- Jelena Janković: semifinalista em Melbourne do Australian Open (2008), Roland Garros (2007) e no US Open (2007).
- Novak Đoković (Novak Djokovic): campeão em Melbourne do Australian Open (2008), vice-campeão no US Open (2007), e semifinalista em Roland Garros (2007) e Torneio de Wimbledon (2007).

A Sérvia também tem investido ultimamente no polo aquático, tendo a seleção nacional chegado à final dos Jogos Olímpicos. O melhor jogador da Sérvia é Alenksandar Sapic.

## Música
A Sérvia tem uma música extremamente distintiva, com traços orientais derivados da forte influência turca que dominou o território durante 500 anos. Mesmo assim, os ritmos apresentam ampla variedade, desde o yugo-rock (rock iugoslavo) com Idoli, Darko Rundek e Rambo Amadeus, até o fenômeno de massas do turbofolk com Ceca e Lepa Brena. Em 2007, a música sérvia veio novamente à tona quando Marija Serifovic venceu o festival Eurovision.

## Cinema
Recentemente a Sérvia destacou-se no cinema com a polêmica película de terror A Serbian Film, que possui cenas fortíssimas de sexo, violência, necrofilia e pedofilia sendo ao mesmo tempo comentada, banida em vários países e premiada em festivais de cinema.